# Octant (instrument)

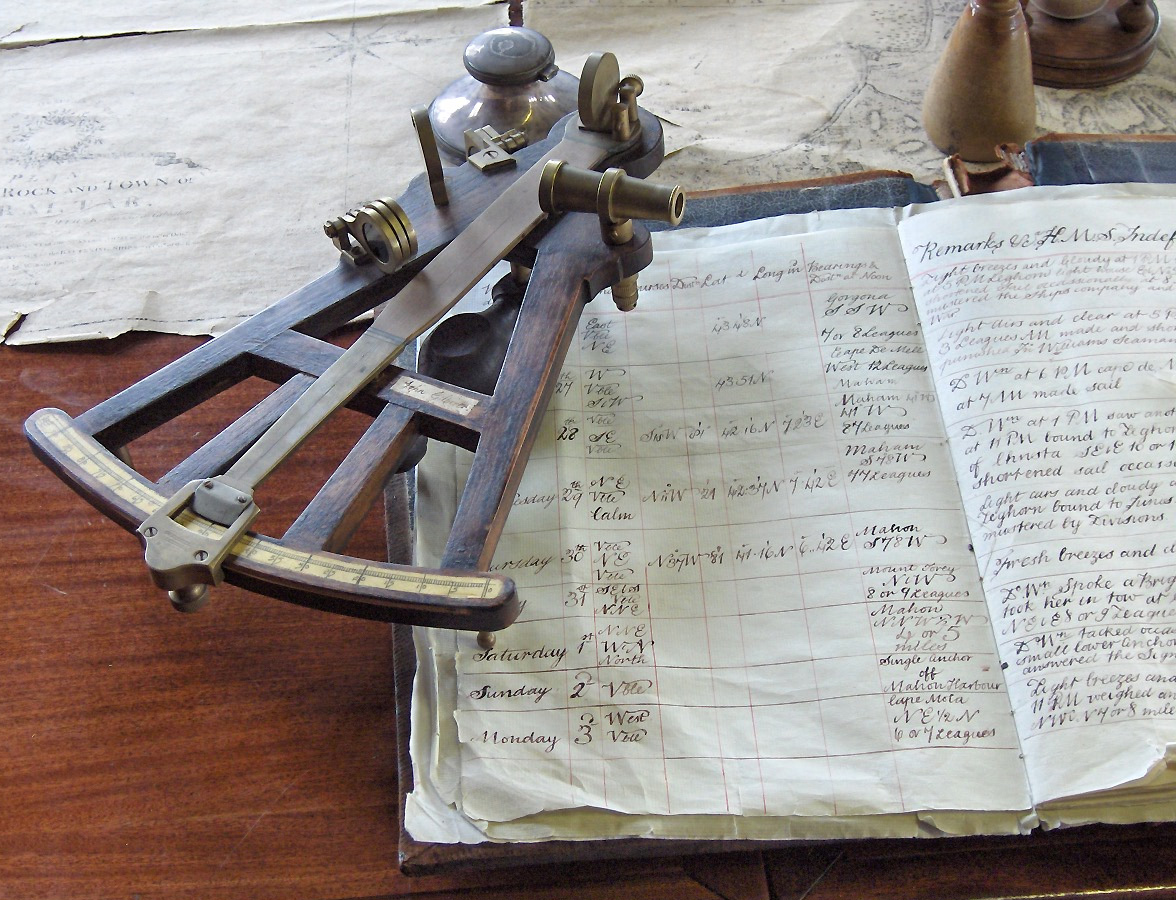
octant i el quadern diari de bord de la fragata Gran Turk

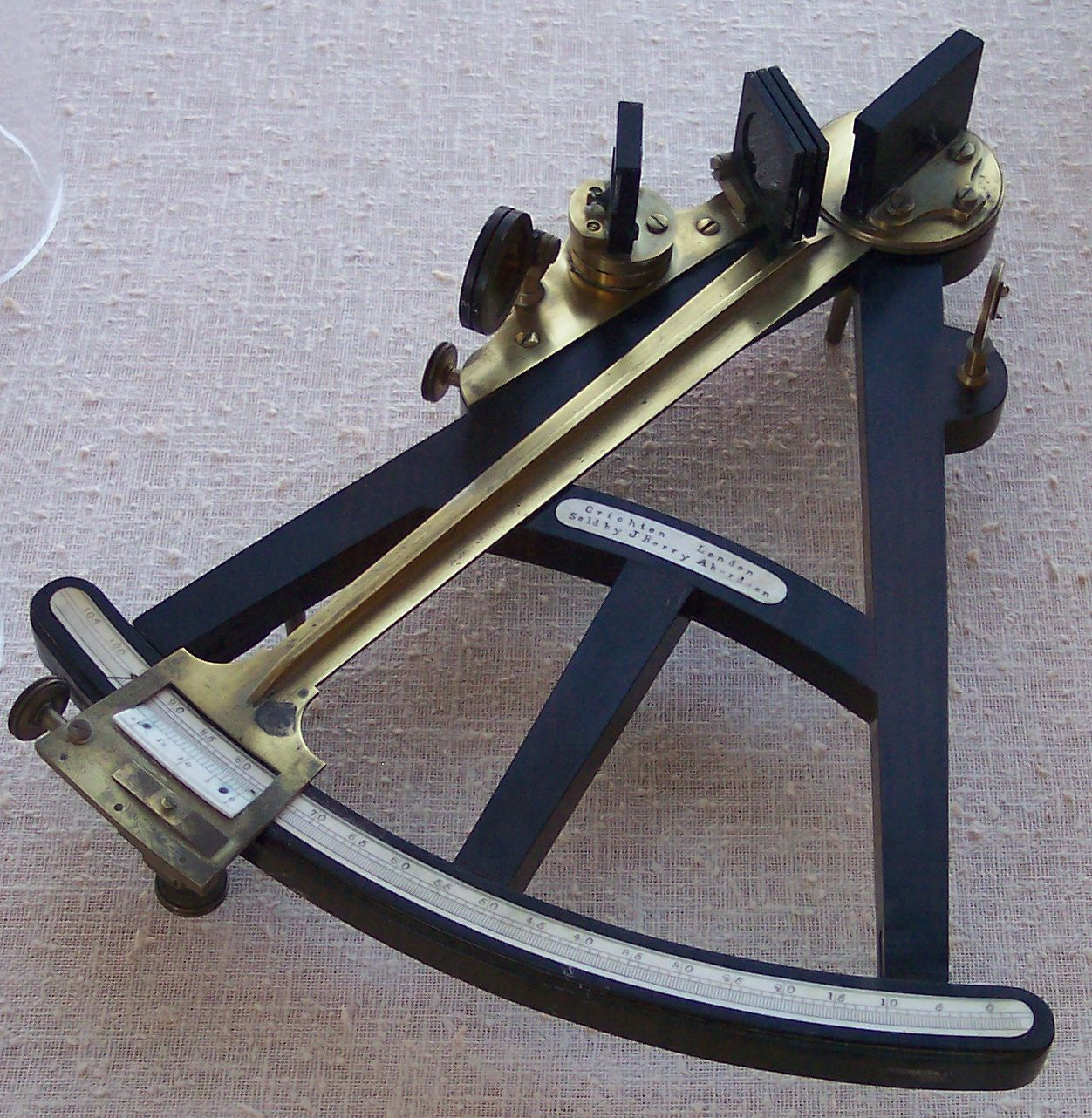
Octant

L'octant (o bé octant de Hadley), és un instrument nàutic antic, predecessor del sextant, que permetia mesurar l'altura d'un astre sobre l'horitzó. La seva obertura angular és de 40º (permetent doncs mesurar l'altura fins a 80º), mentre que la del sextant és de 60º; d'aquestes darreres xifres provenen els seus noms.

## Història
Sir Isaac Newton (1643-1727) va inventar el principi de la doble reflexió, amb un instrument de navegació de reflexió (o quadrant de reflexió), però mai el va publicar. Dos homes van desenvolupar de forma independent l'octant (instrument nàutic) al voltant de 1730: John Hadley (1682-1744), matemàtic anglès, i Thomas Godfrey (inventor, 1704 - 1749), vidrier de Filadèlfia. L'octant i més tard el sextant, van reemplaçar el quadrant de Davis com principal instrument per a la navegació.

## Prestacions
Igual que el quadrant de Davis (també anomenat backstaff), l'octant permet mesurar l'alçada dels objectes celestes en relació amb l'horitzó (més que en relació amb l'instrument), permetent una excel·lent precisió. No obstant això, a diferència del backstaff, l'octant permet la seva utilització a la nit quan, per la manca de lluminositat, un backstaff és difícil d'utilitzar, permetent l'observació directa de les estrelles. Per a l'observació solar, una gamma de diferents filtres permeten l'observació directa del sol.
Atès que la mesura és relativa a l'horitzó, el punter de mesura és un feix de llum que arriba fins a l'horitzó. La mesura està limitada per la precisió angular de l'instrument i no per l'error del sinus de la longitud de l'alidada, com ho és en el cas d'un astrolabi nàutic o altres instruments semblants.
L'horitzó i objecte celeste es mantenen estables quan es veuen a través d'un octant, fins i tot quan l'usuari està en un vaixell en moviment. Això passa perquè l'octant veu l'horitzó (immòbil) directament, i veu l'objecte celeste a través de dos miralls que resten (compensen) el moviment relatiu de l'octant respecte a l'objecte reflectit.